# Aka dunedinensis
Aka dunedinensis – gatunek pluskwiaka z rodziny szrońcowatych i podrodziny Cixiinae.
Gatunek ten opisany został w 1999 roku przez Marie-Claude Larivière na podstawie 4 samic i jednego samca, odłowionych w 1980 roku nad zbiornikiem Ross Creek.
Samce osiągają od 4,92 do 5,29 mm, a samice od 4,83 do 6,58 mm długości ciała. Podstawowe ubarwienie ciała jest brązowe, niekiedy ciemnobrązowo lub czarno nakrapiane. Głowę cechuje ciemnobrązowy zaustek, brązowe z żółtawym nakrapianiem wzdłuż zewnętrznych żeberek czoło oraz brązowe z zażółconym środkiem i płytkim wcięciem u nasady ciemię. Barwa przedplecza jest żółtawobrązowa do brązowej, często ciemniej nakrapiana. Nasada przednich skrzydeł jest ciemno kropkowana lub przydymiona, a ich komórka apikalna przezroczysta. Odnóża są żółtawobrązowe. Pierwszy i drugi człon stóp tylnej pary mają po 6 ząbków w rzędzie wierzchołkowym. U samca edeagus ma 3 wyrostki kolczaste osadzone u nasady flagellum. Prawy z nich jest zakrzywiony na lewo i sięga za granicę periandrium. Lewe z nich są podobnej długości, krótkie i co najwyżej nieco przekraczające zakrzywioną część wyrostka prawego. Lewy sztylet genitalny ma ostro zaokrąglony wierzchołek.
Gatunek endemiczny dla Nowej Zelandii, znany tylko z południowo-wschodniej części Wyspy Południowej.